# Єсенське (округ Рімавська Собота)
Єсенське (словац. Jesenské, угор. Feled) — село, громада в окрузі Рімавська Собота, Банськобистрицький край, Словаччина. Кадастрова площа громади — 17,71 км². Населення — 2235 осіб (за оцінкою на 31 грудня 2017 р.).
Знаходиться за 12 км від адмінцентру округу міста Рімавська Собота.

## Історія
Перша згадка 1274 року як Feled. Історичні назви: Feledincze, Feled, Veledín, Feledince. 1948 року названо Jesenské, на честь словацького письменника Янко Єсенски.
1553 року село було знищено турками.
1825 року зазнало нищівної пожежі, але кілька історично цінних будівель збереглися.

## Географія
Висота над рівнем моря в центрі села — 185 м, на території — від 178 до 325 м.
Місцевості села: Буковіна, Ціфра, Дона, Іваново.

## Населення
| Рік:            | 1994. | 2004.   | 2014.   | 2024.   |
| --------------- | ----- | ------- | ------- | ------- |
| Кількість осіб: | 2241  | 2281    | 2236    | 2351    |
| Різниця:        |       | +1,78 % | -1,97 % | +5,14 % |

| Рік:            | 2023. | 2024.   |
| --------------- | ----- | ------- |
| Кількість осіб: | 2352  | 2351    |
| Різниця:        |       | -0,04 % |